# Autoportret (Leonardo da Vinci)
Portretul unui om în cretă roșie (circa 1512), expus la Biblioteca Regală din Torino, este în general acceptat ca fiind un autoportret al lui Leonardo da Vinci. Se crede că da Vinci a realizat acest portret în jurul vârstei de 60 de ani. Portretul a fost intens reprodus și a devenit o celebră reprezentare a lui Leonardo drept un spirit universal sau „om renascentist”.

## Descriere și proveniență
Portretul este realizat în cretă roșie pe hârtie. Reprezintă capul unui om bătrân în semiprofil, cu privirea îndreptată spre dreapta privitorului. Personajul este distinctiv prin părul lung și barba lungă care trece de bust. Lungimea părului și a bărbii este neobișnuită pentru un portret renascentist și sugerează un om înțelept. Chipul are un nas oarecum acvilin și este marcat de riduri adânci pe frunte și pungi sub ochi. Privirea nu este îndreptată spre privitor ci înainte, acoperiță de sprâncenele lungi, cu un sentiment de solemnitate sau dezamăgire. Dacă într-adevăr este autoportretul lui Leonardo, atitudinea sa ar reflecta faptul că în această perioadă cariera sa era în mare parte sfârșită iar moda artistică începea să îl părăsească.
Desenul a fost realizat prin linii fine, umbrele prin hașură și executat cu mâna stângă, după cum era obiceiul lui Leonardo. Hartia are multe pete maronii din cauza sărurilor de fier acumulate datorită umezelii. Este depozitat la Biblioteca Regală din Torino și în general nu poate fi privit de public datorită fragilității și condiției slabe în care se află.

## Controverse
Lucrarea nu este universal recunoscută ca fiind un autoportret. Identificarea desenului ca fiind un autoportret a fost realizată în secolul al XIX-lea datorită similitudinilor dintre omul reprezentat și portretul lui Leonardo realizat de Rafael în fresca Școala ateniană, precum și datorită calității înalte a lucrării. Pe de altă parte, Frank Zöllner afirmă că "acest desen în cretă roșie ne-a determinat în mare parte ideea cu privire la chipul lui Leonardo deoarece multă vreme s-a crezut că este singurul său autoportret. Astăzi este considerat a fi un fals sau, cel mult, o copie" . O critică frecventă în secolul al XX-lea a fost aceea că omul reprezentat în desen are o vârstă mai înaintată decât cea pe care a atins-o Leonardo; acesta a murit la vârsta de 67 de ani. De asemenea, s-a mai sugerat faptul că lucrarea ar fi portretul tatălui lui Leonardo.
Se crede că dacă desenul ar fi autentic atunci ar fi singurul autoportret realizat de Leonardo. Există portrete ale lui Leonardo realizate de alți artiști, datând de la începutul secolului al XVI-lea. Un portret în profil realizat în cretă expus la Windsor se crede că ar fi realizat de ucenicul lui Leonardo, Melzi. Celelalte portrete au fost realizate după moartea artistului.
Se crede că există portrete ale lui Leonardo în tinerețe. Acestea includ statuia David realizată de Verrocchio și un posibil autoportet în tabloul Adorarea magilor; criticii specluează că persoana din partea dreaptă jos a tabloului ar fi Leonardo. În lucrarea De divina proportione a matematicianului Luca Pacioli, pe care Leonardo a ilustrat-o, ar fi inclus și un autoportet.